# 토트넘 홋스퍼 FC
토트넘 홋스퍼 FC(영어: Tottenham Hotspur Football Club, 토트넘 홋스퍼 축구단, 문화어: 토텐햄 호츠퍼)는 잉글랜드 북런던 토트넘을 연고지로 하는 1부 축구 구단이다. 현재 프리미어리그에 속해있으며, 간단히 줄여서 스퍼스(spurs)라고 부른다. 현재 홈 경기장은 토트넘 홋스퍼 스타디움으로, 이전의 홈 경기장인 화이트 하트 레인을 철거한 자리에 60,000석 규모로 건립되었으며 2019년 4월 개장하였다. 1882년에 창단한 토트넘은 1901년 FA컵에서 첫 트로피를 들어 올렸는데, 이는 잉글리시 풋볼 리그 창립 이후 유일하게 논리그구단이 우승한 기록으로 남았다. 1950-51시즌과 1960-61시즌에 풋볼 리그 1부에서 우승하였고, 1961년 FA컵과 리그에서 동시에 우승하면서 20세기에 잉글랜드 구단 처음으로 더블을 기록하였다. 이듬해에도 FA컵에서 우승했으며, 1963년 잉글랜드의 축구 구단 중 첫 번째로 UEFA 컵위너스컵을 들어 올렸다. 1970년대에 리그컵에서 두번 우승하였으며, 1972년 UEFA컵 초대 우승팀이 되었다. 1980년대에 FA컵에서 5번, FA 커뮤니티 실드와 UEFA컵에서 각각 2번씩 우승하였다. 이후 1990년대에 FA컵과 리그컵에서 우승하고, 2008년 리그컵에서 한 번 더 우승함으로써 1950년대부터 2000년대까지의 모든 연대에서 메이저 대회 트로피를 들어 올리는 기록을 세웠다.
구단의 상징은 축구공 위에 서있는 새이고, 모토는 라틴어인"Audere est Facere"로 실천이 곧 도전이다라는 의미를 가지고 있다. 같은 런던 연고의 팀들과 오랜 기간 라이벌 관계를 맺고 있는데, 가장 잘 알려진 라이벌은 북런던 더비에서 맞대결을 펼치는 아스널 FC이다.
현재 감독은 토마스 프랑크, 주장은 크리스티안 로메로다.

## 역사

### 형성 및 초기
토트넘 홋스퍼 FC는 1882년 9월 5일 바비 버클이 이끄는 남학생 그룹에 의해 창단되었다. 그들은 홋스퍼 크리켓 클럽의 회원이었고 이 축구 클럽은 겨울 동안 스포츠를 하기 위해 결성되었다. 1년 후, 소년들은 클럽의 첫 회장과 회계원이 된 올 할로우즈 교회의 성경 수업 선생님인 존 립셔에게 도움을 구했다. 립셔는 클럽의 형성기 동안 소년들을 돕고 지원했으며, 재정비하고 클럽의 구내를 찾았다. 1884년 4월, 클럽은 북런던으로 잘못 온 다른 런던 클럽인 홋스퍼와 혼동을 피하기 위해 "토트넘 핫스퍼 FC"로 개명하였다.
처음에, 소년들은 그들끼리 게임을 했고 다른 지역 클럽들과 친선 경기를 했다. 첫 번째 기록은 1882년 9월 30일, 홋스퍼가 0-2로 패한 라디칼스라는 지역 팀을 상대로 한 경기였다. 1885년 10월 17일, 런던 어소시에이션 컵에 처음 참가하여 세인트 앨번스라는 회사의 팀과의 첫 경기에서 5-2로 승리하였다. 그 클럽의 경기는 지역 사회의 관심을 끌기 시작했고 홈 경기 관중이 증가했다. 1892년, 그들은 처음으로 단명한 남부 동맹이라는 리그에서 뛰었다.
1895년 12월 20일 팀은 프로로 전향했고 1896년 여름에 남부 리그 디비전 1에 가입했다. 1898년 3월 2일, 클럽은 토튼햄 핫스퍼 풋볼 앤 애슬레틱 컴퍼니라는 유한회사가 되었다. 얼마 지나지 않아, 프랭크 브레텔은 스퍼스의 첫 감독이 되었고, 그는 1년 후 브레텔이 떠났을 때 선수 겸 감독으로 취임한 존 카메론을 영입했다. 카메론은 1899-1900 시즌에 스퍼스가 첫 번째 트로피인 서던 리그 우승을 하는데 도움을 주면서 스퍼스에 큰 영향을 미쳤다. 이듬해인 1901년, 스퍼스는 셰필드 유나이티드를 결승전에서 첫경기는 2-2 무승부로, 재경기에서 3-1로 이기며 그들은 1888년 풋볼 리그가 결성된 이후 비리그 클럽으로서는 유일하게 FA컵을 우승한 팀이 되었다.

## 엠블럼
1910년 FA컵 우승 이후로 토트넘 홋스퍼의 엠블럼은 싸움닭이 그려진 문장이었다. 토트넘 홋스퍼는 그의 싸움닭 발목에 박차를 달곤 했는데, 이것이 클럽 문장에 반영된 것이다. 토트넘의 상징인 닭은 일명 게임콕(싸움닭) 또는 코크럴(싸우기를 좋아하는 젊은이)이라 불리는 닭이다. 1909년 이전 토트넘 선수인 윌리엄 제임스 스콧은 축구공 위에서 서쪽을 바라보는 박차를 단 어린 수탉을 형상화한 청동 뱃지를 만들었는데, 그 후부터, 수탉과 축구공이 그려진 문양이 클럽의 주요한 상징이 되었다. 초기에는 방패안에 닭을 그려 넣었으며 1966년부터 현재까지 축구공 위에 서있는 닭의 모습으로 바뀌었다. 이 엠블럼의 의미는 싸움닭처럼 공격축구를 하자는 뜻이다.

## 라이벌
토트넘 서포터들은 주로 런던 내에 있는 팀들과 라이벌 관계를 갖고 있다. 이 팀들 중에 가장 치열한 관계는 북런던의 경쟁 팀 아스널이다. 경쟁 관계는 아스널이 플럼스테드의 매너 그라운드에서 하이버리의 아스널 스타디움으로 옮겨온 1913년부터 시작되었고, 이 관계는 토트넘이 있어야 한다고 생각하던 퍼스트 디비전 무대를 아스널이 차지함으로써 예상치 못하게 퍼스트 디비전으로 승격한 1919년에 한층 강화되었다. 토트넘 서포터들은 이웃한 런던 연고 팀들인 첼시와 웨스트햄 유나이티드와도 대단한 경쟁 구도를 지녔다.

## 마스코트
토트넘의 전통적인 마스코트를 흔히 처피 코크럴(Chirpy the cockerel)이라고 부르는데, 어린 수평아리 모양의 새이다. 취미는 축구, 요가 등이 있다. 어린아이들은 물론 전세계에 있는 모든 토트넘 팬들이 좋아하는 마스코트이며 토트넘 엠블럼에도 들어가 있다.

## 홈구장

### 토트넘 습지(Tottenham Marshes)
토트넘은 그들의 첫 공식 경기를 토트넘 습지(Tottenham Marshes)에서 치렀고 6년 동안 이곳을 홈구장으로 사용했다. 정기적으로 늘어나는 관중을 수용하고 더 좋은 환경의 경기장을 사용하기 위해 새로운 경기장으로 옮기게 되었다.

### 노섬벌랜드 공원 (Northumberland Park)
1888년 클럽은 좀더 많은 인원을 수용하고자 토트넘 습지에서 노섬벌랜드 공원으로 홈구장을 옮겼다. 클럽은 이곳에서 울위치 아스날을 상대로한 경기에서 14,000명의 폭발적인 관중수를 기록했다. 이로 인해 토트넘은 훨씬 더 많은 인원을 수용해야 할 필요성을 느끼고 1899년 4월 현재의 화이트 하트 레인이 있는 곳으로 홈구장을 이전했다.

### 화이트 하트 레인 (White Hart Lane)

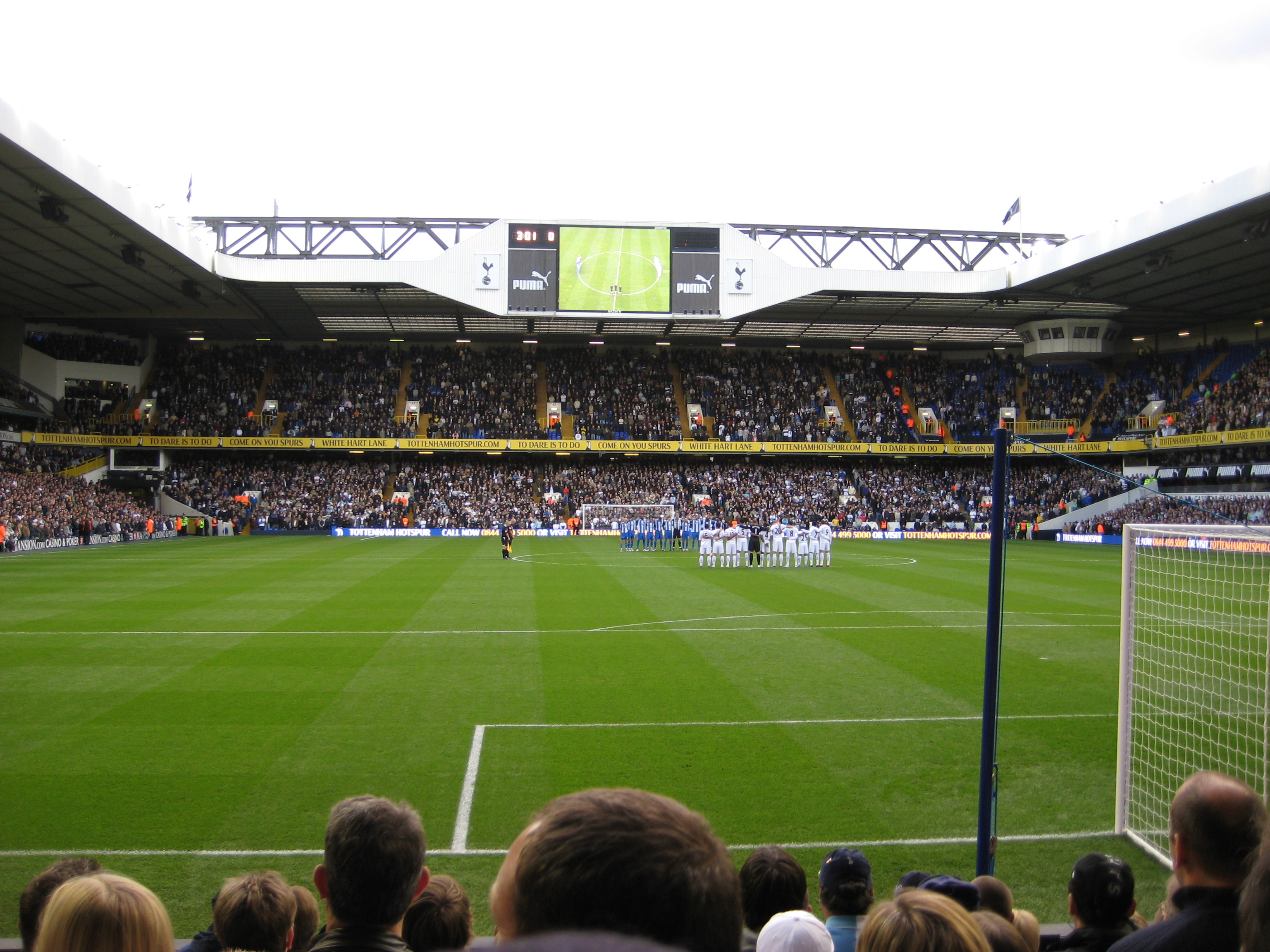
토트넘의 홈구장인 화이트 하트 레인

화이트 하트 레인(White Hart Lane)은 1899년 9월 4일 개장한 이래 토트넘의 홈구장으로 사용되어 왔다. 초기에는 길핀 파크(Gilpin Park)라고 불리었으나 점차 현재의 이름이 되었다. 1905년부터 토트넘은 부지를 완전히 사들여 영구적으로 홈구장을 소유하게 되었다. 토트넘 최고의 레전드로 일컬어지는 빌 니콜슨의 이름을 딴 거리인 빌 니콜슨 웨이(Bill Nicholson way)에 위치해 있으며 총 수용인원은 한 때 7만여 명에 육박하였으나 축구장 전 지역을 좌석으로 바꾼 이후에는 36,284명으로 줄었다.

### 토트넘 홋스퍼 스타디움(Tottenham Hotspur Stadium)
2007년 클럽은 홈구장의 수용인원을 늘리기 위한 경기장 신축안을 공개했다. 신축 경기장 토트넘 홋스퍼 스타디움의 수용인원은 62,062명이며, 기존구장인 화이트 하트 레인 옆에 건설되었다.
기존 계획과는 달리 2015년 7월 8일 신축 구장의 인원수를 61,000명으로 확대 하였고 발표하였다. 2017년 5월 6일 공사중인 신축 구장의 최대 수용인원을  61,559명으로 한 번 더 확대 하였다. 2018년 7월 27일 신축 구장의 명칭이 토트넘 홋스퍼 스타디움로 확정되었다.

## 역대 감독
| - 1898 프랭크 브레텔 - 1899 존 카메론 - 1907 프레드 커크햄 - 1912 피터 매퀼리엄 - 1927 빌리 민터 - 1930 퍼시 스미스 - 1935 월리 하딘지 (감독대행) - 1935 잭 트레사던 - 1938 피터 매퀼리엄 - 1942 아더 터너 - 1946 조 흄 - 1949 아더 로우 - 1955 지미 앤더슨 - 1958 빌 니콜슨 - 1974 테리 닐 - 1976 키스 버킨쇼 - 1984 피터 쉬리브스 - 1987 데이비드 플릿 - 1987 더글라스 리버모어와 트레버 하틀리 (감독대행) - 1987 테리 베너블스 - 1991 피터 쉬리브스 - 1992 더글라스 리버모어와 레이 클레멘스 | - 1993 오스발도 아르딜레스 - 1994 스티브 페리먼 (감독대행) - 1994 게리 프란시스 - 1997 크리스 휴턴 (감독대행) - 1997 크리스티안 그로스 - 1998 데이비드 플릿 (감독대행) - 1998 조지 그레이엄 - 2001 데이비드 플릿 (감독대행) - 2001 글렌 호들 - 2003 자크 상티니 - 2004 마르틴 욜 - 2007 클라이브 알렌 (감독대행) - 2007 후안데 라모스 - 2008-2012 해리 레드냅 - 2012-2013 안드레 빌라스-보아스 - 2013 팀 셔우드 - 2014-2019 마우리시오 포체티노 - 2019-2021 조세 모리뉴 - 2021 라이언 메이슨 (감독대행) - 2021 누누 이스피리투 산투 - 2022-2023 안토니오 콘테 - 2023 크리스티안 스텔리니 (감독대행) - 2023 라이언 메이슨 (감독대행) - 2023-2025 안지 포스테코글루 - 2025- 토마스 프랭크 |  |

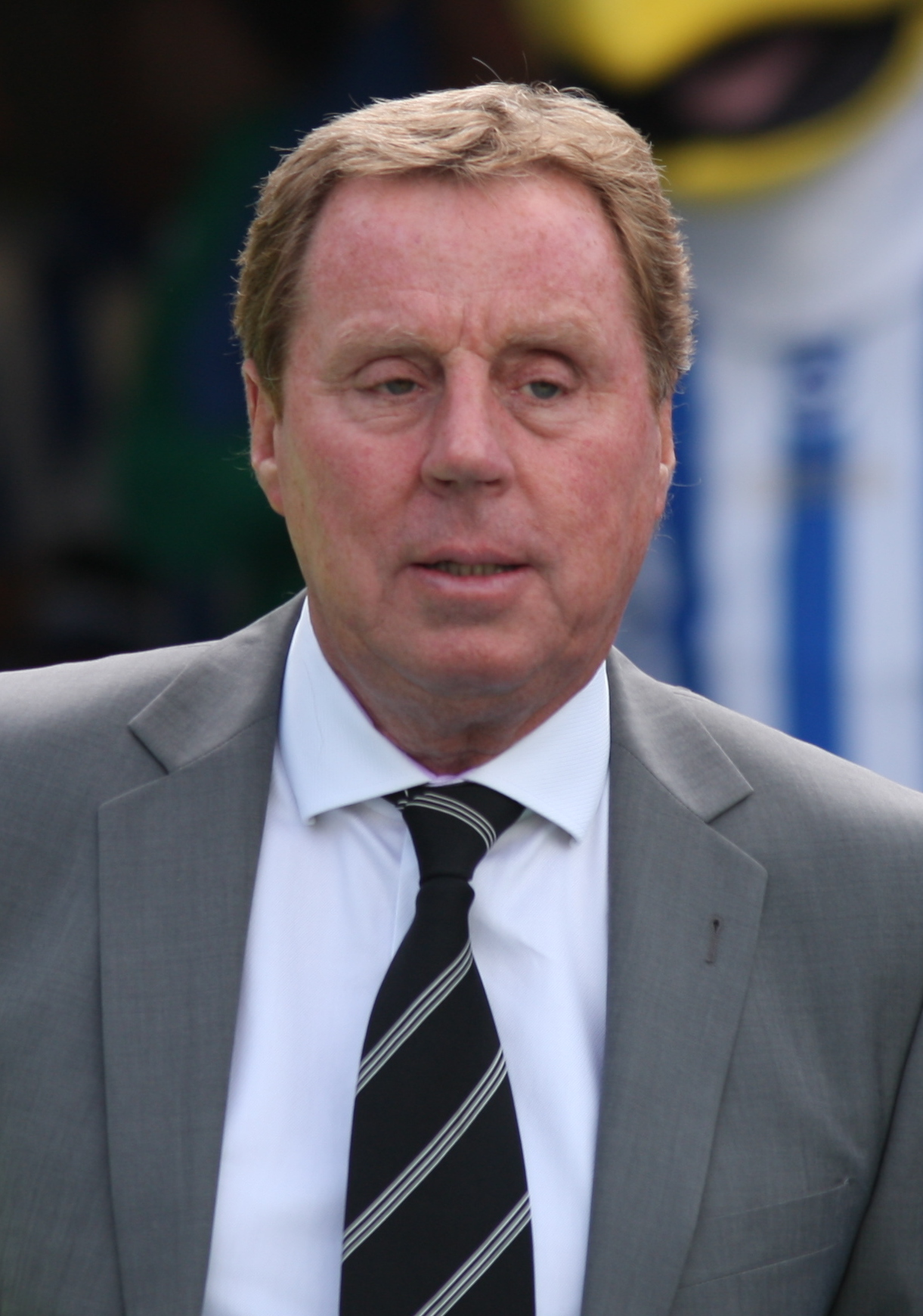
팀을 사상 첫 UEFA 챔피언스리그로 진출시켰던 해리 레드냅 전 감독.

## 역대 순위
| 리그명       | 시즌      | 최종순위 | 경기수 | 승 | 무 | 패 | 득점 | 실점 | 득실차 | 승점 | 비고                                                        |
| ------------ | --------- | -------- | ------ | -- | -- | -- | ---- | ---- | ------ | ---- | ----------------------------------------------------------- |
| 프리미어리그 | 1992-93   | 8        | 42     | 16 | 11 | 15 | 60   | 66   | -6     | 59   |                                                             |
| 프리미어리그 | 1993-94   | 15       | 42     | 11 | 12 | 19 | 54   | 59   | -5     | 45   |                                                             |
| 프리미어리그 | 1994-95   | 7        | 42     | 16 | 14 | 12 | 66   | 58   | +8     | 62   |                                                             |
| 프리미어리그 | 1995-96   | 8        | 38     | 16 | 13 | 9  | 50   | 38   | +12    | 61   |                                                             |
| 프리미어리그 | 1996-97   | 10       | 38     | 13 | 7  | 18 | 44   | 51   | -7     | 46   |                                                             |
| 프리미어리그 | 1997-98   | 14       | 38     | 11 | 11 | 16 | 44   | 56   | -12    | 44   |                                                             |
| 프리미어리그 | 1998-99   | 11       | 38     | 11 | 14 | 13 | 47   | 50   | -3     | 47   | 풋볼 리그 컵 우승, UEFA 컵 1회전 진출                       |
| 프리미어리그 | 1999-2000 | 10       | 38     | 15 | 8  | 15 | 57   | 49   | +8     | 53   |                                                             |
| 프리미어리그 | 2000-01   | 12       | 38     | 13 | 10 | 15 | 47   | 54   | -7     | 49   |                                                             |
| 프리미어리그 | 2001-02   | 9        | 38     | 14 | 8  | 16 | 49   | 53   | -4     | 50   |                                                             |
| 프리미어리그 | 2002-03   | 10       | 38     | 14 | 8  | 16 | 51   | 62   | -11    | 50   |                                                             |
| 프리미어리그 | 2003-04   | 14       | 38     | 13 | 6  | 19 | 47   | 57   | -10    | 45   |                                                             |
| 프리미어리그 | 2004-05   | 9        | 38     | 14 | 10 | 14 | 47   | 41   | +6     | 52   |                                                             |
| 프리미어리그 | 2005-06   | 5        | 38     | 18 | 11 | 9  | 53   | 38   | +15    | 65   | UEFA컵 1회전 진출                                           |
| 프리미어리그 | 2006-07   | 5        | 38     | 17 | 9  | 12 | 57   | 54   | +3     | 60   | UEFA컵 1회전 진출                                           |
| 프리미어리그 | 2007-08   | 11       | 38     | 11 | 13 | 14 | 66   | 61   | +5     | 46   | UEFA컵 1회전 진출, 풋볼 리그 컵 우승                        |
| 프리미어리그 | 2008-09   | 8        | 38     | 14 | 9  | 15 | 45   | 45   | 0      | 51   |                                                             |
| 프리미어리그 | 2009-10   | 4        | 38     | 21 | 7  | 10 | 67   | 41   | +26    | 70   | UEFA 챔피언스리그 플래이오프 진출                           |
| 프리미어리그 | 2010-11   | 5        | 38     | 16 | 14 | 8  | 55   | 46   | +9     | 62   | UEFA 유로파리그 플래이오프 진출                             |
| 프리미어리그 | 2011-12   | 4        | 38     | 20 | 9  | 9  | 66   | 41   | +25    | 69   | UEFA 유로파리그 진출                                        |
| 프리미어리그 | 2012-13   | 5        | 38     | 21 | 9  | 8  | 66   | 46   | +20    | 69   | UEFA 유로파리그 플래이오프 진출                             |
| 프리미어리그 | 2013-14   | 6        | 38     | 21 | 6  | 11 | 55   | 51   | +4     | 69   | UEFA 유로파리그 플래이오프 진출                             |
| 프리미어리그 | 2014-15   | 5        | 38     | 19 | 7  | 12 | 58   | 53   | +5     | 64   | UEFA 유로파리그 진출                                        |
| 프리미어리그 | 2015-16   | 3        | 38     | 19 | 13 | 6  | 69   | 35   | +34    | 70   | UEFA 챔피언스리그 진출                                      |
| 프리미어리그 | 2016-17   | 2        | 38     | 26 | 8  | 4  | 86   | 26   | +60    | 86   | 프리미어리그 준우승, UEFA 챔피언스리그 진출                 |
| 프리미어리그 | 2017-18   | 3        | 38     | 23 | 8  | 7  | 74   | 36   | +38    | 77   | UEFA 챔피언스리그 진출                                      |
| 프리미어리그 | 2018-19   | 4        | 38     | 23 | 2  | 13 | 67   | 39   | +28    | 71   | UEFA 챔피언스리그 준우승, UEFA 챔피언스리그 진출            |
| 프리미어리그 | 2019-20   | 6        | 38     | 16 | 11 | 11 | 61   | 47   | +14    | 59   | UEFA 유로파리그 2차예선 진출                                |
| 프리미어리그 | 2020-21   | 7        | 38     | 18 | 8  | 12 | 68   | 45   | +23    | 62   | 카라바오 컵 준우승, UEFA 유로파컨퍼런스리그 플레이오프 진출 |
| 프리미어리그 | 2021-22   | 4        | 38     | 22 | 5  | 11 | 69   | 40   | +29    | 71   | UEFA 챔피언스리그 진출                                      |
| 프리미어리그 | 2022-23   | 8        | 38     | 18 | 6  | 14 | 70   | 63   | +7     | 60   |                                                             |
| 프리미어리그 | 2023-24   | 5        | 38     | 20 | 6  | 12 | 74   | 61   | +13    | 66   | UEFA 유로파리그 진출                                        |

## 역대 시즌
- 토트넘 훗스퍼 FC/2022-23 시즌/리그

- 토트넘 훗스퍼 FC/2023-24 시즌/리그
- 토트넘 홋스퍼 FC/2024-25 시즌

## 우승 기록

### 국내 대회

#### 리그
- 풋볼 리그 1부/프리미어리그[리그 1]

● 우승 (2): 1950-51, 1960-61
● 준우승 (5): 1921-22, 1951-52, 1956-57, 1962-63, 2016-17
- 풋볼 리그 2부/EFL 챔피언십[리그 1]

● 우승 (2): 1919-20, 1949-50
● 준우승 (2): 1908-09, 1932-33
- 서던 풋볼 리그

● 우승 (1): 1899-1900
- 웨스턴 풋볼 리그

● 우승 (1): 1903-04

#### 컵
- FA컵

● 우승 (8): 1901, 1921, 1961, 1962, 1967, 1981, 1982, 1991
● 준우승 (1): 1987
- EFL컵

● 우승 (4): 1970-71, 1972-73, 1998-99, 2007-08
● 준우승 (5): 1981-82, 2001-02, 2008-09, 2014-15, 2020-21
- FA 커뮤니티 실드

● 우승 (8): 1920-21, 1951-52, 1961-62, 1962-63, 1967-68*, 1981-82*, 1991-92*
● 준우승 (1): 1919-20, 1981-82

### 국제 대회

#### 유럽 대회
- UEFA 챔피언스리그

● 준우승 (1): 2018-19

- UEFA 유로파리그

● 우승 (3): 1971-72, 1983-84, 2024-25
● 준우승 (1): 1973-74
- UEFA 컵위너스컵

● 우승 (1): 1962-63

## 선수

### 현재 선수 명단
2025년 1월 1일 기준
참고: FIFA 자격 규정에 따라 소속된 국가대표팀 국기를 표시합니다. 선수는 복수의 FIFA 비회원국 국적을 가지고 있을 수 있습니다.
| 번호 | 포지션 | 국적     | 이름                                 |
| ---- | ------ | -------- | ------------------------------------ |
| 1    | GK     |          | 굴리엘모 비카리오                    |
| 3    | DF     |          | 세르히오 레길론                      |
| 6    | DF     |          | 라두 드러구신                        |
| 8    | MF     | 말리     | 이브 비수마                          |
| 9    | FW     |          | 히샤를리송                           |
| 10   | MF     | 잉글랜드 | 제임스 매디슨 (부주장)               |
| 13   | DF     |          | 데스티니 우도기                      |
| 14   | MF     | 잉글랜드 | 아치 그레이                          |
| 15   | MF     |          | 루카스 베리발                        |
| 16   | FW     |          | 티모 베르너 (RB 라이프치히에서 임대) |
| 17   | DF     |          | 크리스티안 로메로 (부주장)           |
| 18   | FW     |          | 양민혁                               |
| 19   | FW     | 잉글랜드 | 도미닉 솔란케                        |

| 번호 | 포지션 | 국적     | 이름              |
| ---- | ------ | -------- | ----------------- |
| 20   | GK     | 잉글랜드 | 프레이저 포스터   |
| 21   | MF     |          | 데얀 쿨루셰프스키 |
| 22   | FW     | 웨일스   | 브레넌 존슨       |
| 23   | DF     |          | 페드로 포로       |
| 24   | DF     | 잉글랜드 | 제드 스펜스       |
| 28   | FW     |          | 윌송 오도베르     |
| 29   | MF     | 세네갈   | 파페 마타르 사르  |
| 30   | MF     | 우루과이 | 로드리고 벤탕쿠르 |
| 31   | GK     | 체코     | 안토닌 킨스키     |
| 33   | DF     | 웨일스   | 벤 데이비스       |
| 37   | DF     |          | 미키 판 더 펜     |
| 40   | GK     |          | 브랜던 오스틴     |
| 41   | GK     | 잉글랜드 | 알피 화이트먼     |

### 임대 선수 명단
참고: FIFA 자격 규정에 따라 소속된 국가대표팀 국기를 표시합니다. 선수는 복수의 FIFA 비회원국 국적을 가지고 있을 수 있습니다.
| 번호 | 포지션 | 국적     | 이름                                   |
| ---- | ------ | -------- | -------------------------------------- |
| 11   | FW     |          | 브리안 힐 (지로나로 임대)              |
| 27   | FW     | 이스라엘 | 마노르 솔로몬 (리즈 유나이티드로 임대) |
| 35   | DF     | 잉글랜드 | 애슐리 필립스 (스토크 시티로 임대)     |

| 번호 | 포지션 | 국적     | 이름                                     |
| ---- | ------ | -------- | ---------------------------------------- |
| 36   | FW     |          | 알레호 벨리스 (에스파뇰로 임대)          |
| 44   | FW     | 잉글랜드 | 데인 스칼렛 (옥스퍼드 유나이티드로 임대) |
| 45   | MF     | 잉글랜드 | 알피 디바인 (베스테를로로 임대)          |

## 토트넘 출신 잉글랜드 축구 국가대표팀 선수
진한 글씨는 현재 토트넘 홋스퍼 FC에서 뛰는 선수들이다.
- 빌 니콜슨 (1938-1954)
- 테드 디치번 (1939-1958)
- 앨프 램지 (1949-1955)
- 바비 스미스 (1955-1964)
- 모리스 노만 (1955-1966)
- 지미 그리브스 (1961-1970)
- 앨런 길진 (1964-1972)
- 시릴 놀스 (1964-1975)
- 마틴 피터스 (1970-1975)
- 글렌 호들 (1975-1987)
- 레이 클레멘스 (1981-1988)
- 게리 스티븐스 (1983-1990)
- 크리스 워들 (1985-1989)
- 스티브 호지 (1986-1988)
- 테리 펜위크 (1987-1993)
- 폴 개스코인 (1988-1992)
- 게리 리네커 (1989-1992)
- 닉 밤비 (1992-1995)
- 테디 셰링엄 (1992-1997, 2001-2003)
- 솔 캠벨 (1992-2001)
- 대런 앤더튼 (1992-2004)
- 앤디 신턴 (1996-1999)
- 레스 퍼디낸드 (1997-2003)
- 레들리 킹 (1999-2012)
- 제이미 레드냅 (2002-2005)
- 마이클 브라운 (2004-2006)
- 폴 로빈슨 (2004-2008)
- 저메인 디포 (2004-2008, 2009-2014)
- 저메인 지너스 (2005-2013)
- 마이클 도슨 (2005-2014)
- 에런 레넌 (2005-2015)
- 대니 로즈 (2007-2021)
- 피터 크라우치 (2009-2011)
- 카일 워커 (2009-2017)
- 스콧 파커 (2011-2013)
- 해리 케인 (2009-2023)
- 에릭 다이어 (2014-2024)
- 키런 트리피어 (2015-2019)
- 델레 알리 (2015-2022)
- 조 하트 (2020-2021)
- 프레이저 포스터 (2022- )
- 제임스 매디슨 (2023- )

## 역대 올해의 선수
| - 1987 게리 매벗 - 1988 크리스 워들 - 1989 에릭 토르츠베트 - 1990 폴 개스코인 - 1991 폴 앨런 - 1992 게리 리네커 - 1993 대런 앤더튼 - 1994 위르겐 클린스만 - 1995 테디 셰링엄 |  | - 1996 솔 캠벨 - 1997 솔 캠벨 - 1998 다비드 지놀라 - 1999 스티븐 카 - 2000 스티븐 카 - 2001 닐 설리반 - 2002 사이먼 데이비스 - 2003 로비 킨 - 2004 저메인 디포 |  | - 2005-06 로비 킨 - 2006-07 디미터르 베르바토프 - 2007-08 로비 킨 - 2008-09 에런 레넌 - 2009-10 마이클 도슨 - 2010-11 루카 모드리치 - 2011-12 스콧 파커 - 2012-13 가레스 베일 - 2013-14 크리스티안 에릭센 |  | - 2014-15 해리 케인 - 2015-16 토비 알데르베이럴트 - 2016-17 크리스티안 에릭센 - 2017-18 얀 베르통언 - 2018-19 손흥민 - 2019-20 손흥민 - 2020-21 해리 케인 - 2021-22 손흥민 - 2022-23 해리 케인 |  | - 2023-24 미키 판 더 펜 |  |

## UEFA 순위

### 클럽 계수
| 순위 | 팀            | 계수   |
| ---- | ------------- | ------ |
| 37   | 릴            | 44.000 |
| 38   | AZ 알크마르   | 44.000 |
| 39   | GNK 디나모    | 43.000 |
| 40   | 토트넘 홋스퍼 | 42.000 |
| 41   | 샤흐타르      | 42.000 |
| 42   | 브라가        | 41.000 |
| 43   | 올림피아코스  | 40.000 |

## 토트넘 핫스퍼 여자 축구팀
토트넘의 여자 축구팀은 1985년 Broxbourne Ladies로 설립되었다.. 그들은 1991-92 시즌부터 토트넘 핫스퍼라는 이름을 사용하기 시작했으며, 그 해부터 런던 및 남동 여자 지역 축구 리그(당시 게임의 네 번째 계급)에서 경기를 펼쳤다.. 그들은 2007-08 시즌에 리그 선두를 차지하며 승격을 차지했다. 2016-17 시즌에 FA 여자 프리미어 리그 남부 디비전에서 우승하고 연이어 플레이오프에서 승리함으로써 FA 여자 슈퍼 리그 2로 승격했다.
2019년 5월 1일 토트넘 핫스퍼 레이디스는 애스턴 빌라와의 1-1 무승부로 FA 여자 슈퍼 리그로 승격을 확정지었다. 2019-20 시즌에 토트넘 핫스퍼 레이디스는 토트넘 핫스퍼 여자로 이름을 변경했다.
토트넘 핫스퍼 여자는 2021년 1월 29일 조소현 선수의 영입을 발표했다.. 이미 클럽에 있는 그의 남성 국가대표팀 동료 손흥민과 함께 클럽에서 남녀 모두 한국 국가대표팀 주장을 가졌다는 드문한 명예를 선사했다.

## 같이 보기
- 대니얼 레비
- 조 루이스
- 화이트 하트 레인
- 웸블리 스타디움
- 토트넘 홋스퍼 스타디움
- 아스널 FC
- 첼시 FC
- 리버풀 FC
- 잉글랜드 프리미어 리그
- 이영표
- 손흥민
- 북런던 더비
- 토트넘
- 해리 케인
- 위고 요리스
- 델레 알리
- 페르난도 요렌테
- 위르겐 클린스만
- 크리스티안 에릭센
- 루카 모드리치
- 가레스 베일
- 로비 킨

## 참고 자료
- 이성모의 더스토리 - 토트넘 특집 (1) 첼시가 낳은 토트넘 최고의 공격수 지미 그리브스
- 이성모의 더스토리 - 토트넘 특집 (2) - 토트넘의 전성기와 '미스터 토트넘' 빌 니콜슨